# هالسباخ
هالسباخ (به آلمانی: Halsbach) یک شهر در آلمان است که در بایرن واقع شده‌است.

## خصوصیات
هالسباخ ۲۲٫۰۸ کیلومترمربع مساحت دارد ۴۷۴ متر بالاتر از سطح دریا واقع شده‌است.